# 佐藤昭 (政治家)
佐藤 昭（さとう あきら、1942年〈昭和17年〉5月28日 - ）は、日本の政治家。元宮城県塩竈市長（4期）。

## 来歴
塩竈市立第一小学校、塩竈市立第一中学校、宮城県仙台第一高等学校卒業。1966年（昭和41年）3月、日本大学理工学部土木工学科卒業。同年4月、宮城県庁へ入庁。2002年（平成14年）10月、同庁を退職。
2003年（平成15年）4月27日に行われた塩竈市長選挙に無所属で出馬し初当選。5月1日、市長就任。
2007年（平成19年）4月22日に行われた市長選で2期目の当選。
東日本大震災の影響で実施日が約5か月延期された2011年（平成23年）9月11日の市長選（2期目の任期は選挙の前日まで延長）で3期目の当選。同日、任期開始。2015年（平成27年）に4選。
2019年（令和元年）6月3日、5選出馬を表明。同年9月1日執行の市長選で元県議会議長の佐藤光樹と日本共産党役員の阿部進を相手に戦うも、次点で落選した。
2020年、旭日小綬章受章。